# Rivière des Grands Capucins
Pour les articles homonymes, voir Capucin.
La Rivière des Grands Capucins est un affluent du littoral sud du Fleuve Saint-Laurent où elle se déverse dans la municipalité de Cap-Chat. Elle coule vers le nord dans les monts Chic-Chocs, dans le canton de Dalibaire (municipalité Les Méchins) et le canton de Rimieu (municipalité de Cap-Chat), dans la municipalité régionale de comté (MRC) de La Haute-Gaspésie, dans la région administrative de la Gaspésie–Îles-de-la-Madeleine, au Québec, au Canada.

## Géographie
La rivière des Grands Capucins prend sa source au lac Xavier (altitude : 379 m) situés à l'est de Saint-Paulin-Dalibaire. Cette source est située à 12,1 km du littoral sud de l'estuaire du Saint-Laurent, à 12,0 km du centre du village de Baie-des-Capucins.
À partir de sa source, la rivière des Grands Capucins coule sur 20,1 km répartis selon les segments suivants :
- 12,0 km vers le nord, en traversant une vallée encaissée dans la deuxième demie de ce segment, jusqu'à la limite du canton de Remieu (municipalité de Cap-Chat) ;
- 8,1 km vers le nord, en traversant en fin de segment le côté ouest du village de Baie-des-Capucins et en passant sous le pont de la route 132, jusqu'à sa confluence[2].

La rivière des Grands Capucins se déverse du côté sud-ouest de la baie des Capucins sur une grève peut s'étendre jusqu'à 0,9 km à marée basse, face au village de Baie-des-Capucins. Cette confluence est située à 15,0 km au sud-ouest de Cap-Chat, à 4,0 km à l'ouest de la confluence du ruisseau des Petits Capucins et à 5,2 km au nord-est de la confluence de la rivière des Petits Méchins. L'entrée de cette baie a une largeur de 0,7 km et une profondeur de 0,8 km.

## Toponymie
En 1815, l'arpenteur Joseph Bouchette signale sur sa carte la rivière "Little Capucins". Le nom de la rivière et du hameau situé sur la côte, origine de la forme de deux rochers de taille inégale, qui s'apparent à des moines capucins portant bure et capuchon. Ces rochers sont aujourd'hui disparus.
Le toponyme rivière des Grands Capucins a été officialisé le 5 novembre 1981 à la Commission de toponymie du Québec.